# Stockholmsutställningen 1930

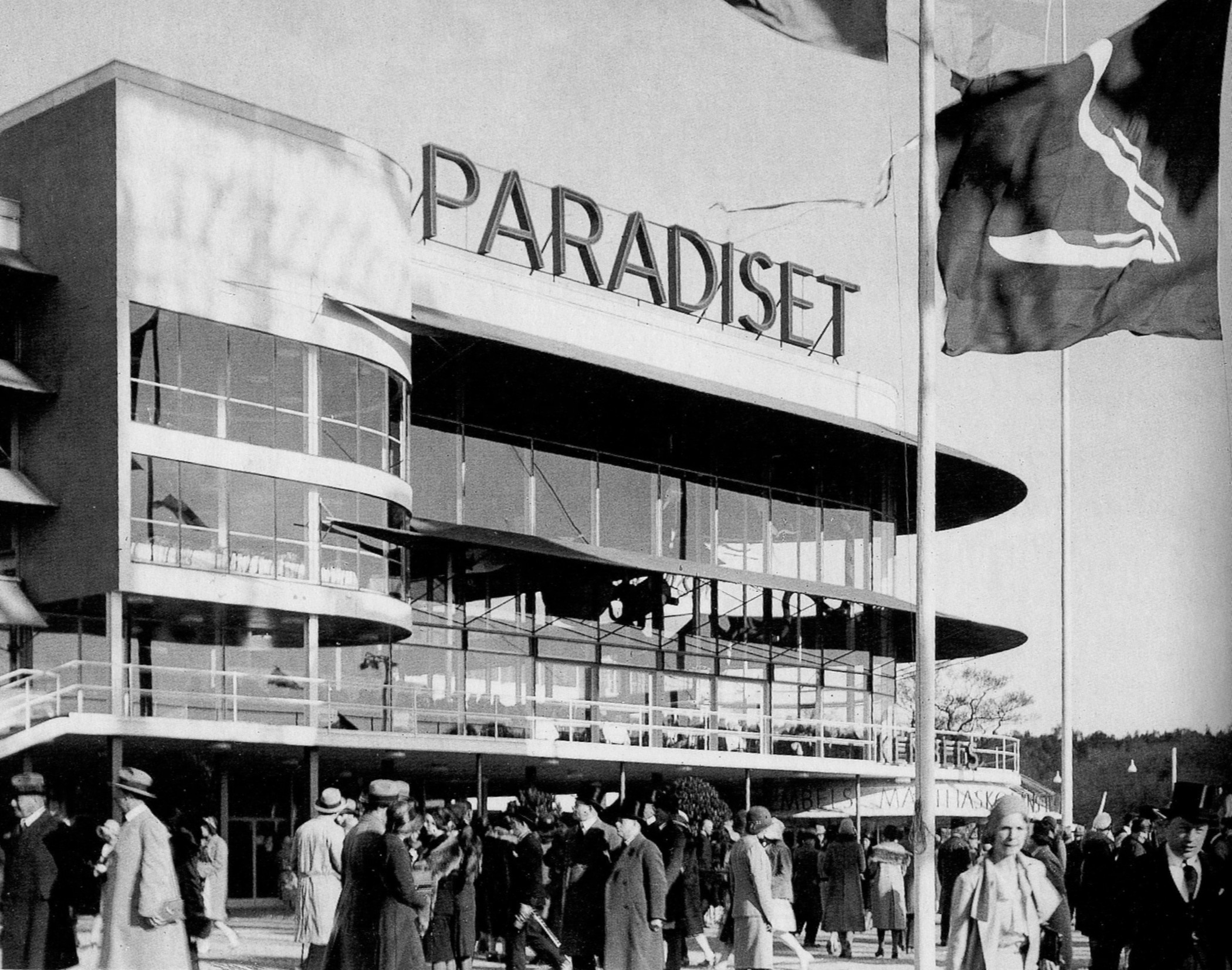
Huvudrestaurangen "Paradiset".

Stockholmsutställningen 1930 var en nationell utställning över arkitektur, formgivning och konsthantverk, som arrangerades i Stockholm av Svenska Slöjdföreningen (nuvarande Svensk Form) och Stockholms stad. 
Stockholmsutställningen 1930 varade mellan den 16 maj och den 29 september 1930 och registrerade nästan fyra miljoner besökande. Stockholmsutställningen 1930 räknas allmänt som genombrott för funktionalismen i Sverige. Utställningsarkitekt var Gunnar Asplund.

## Bakgrund

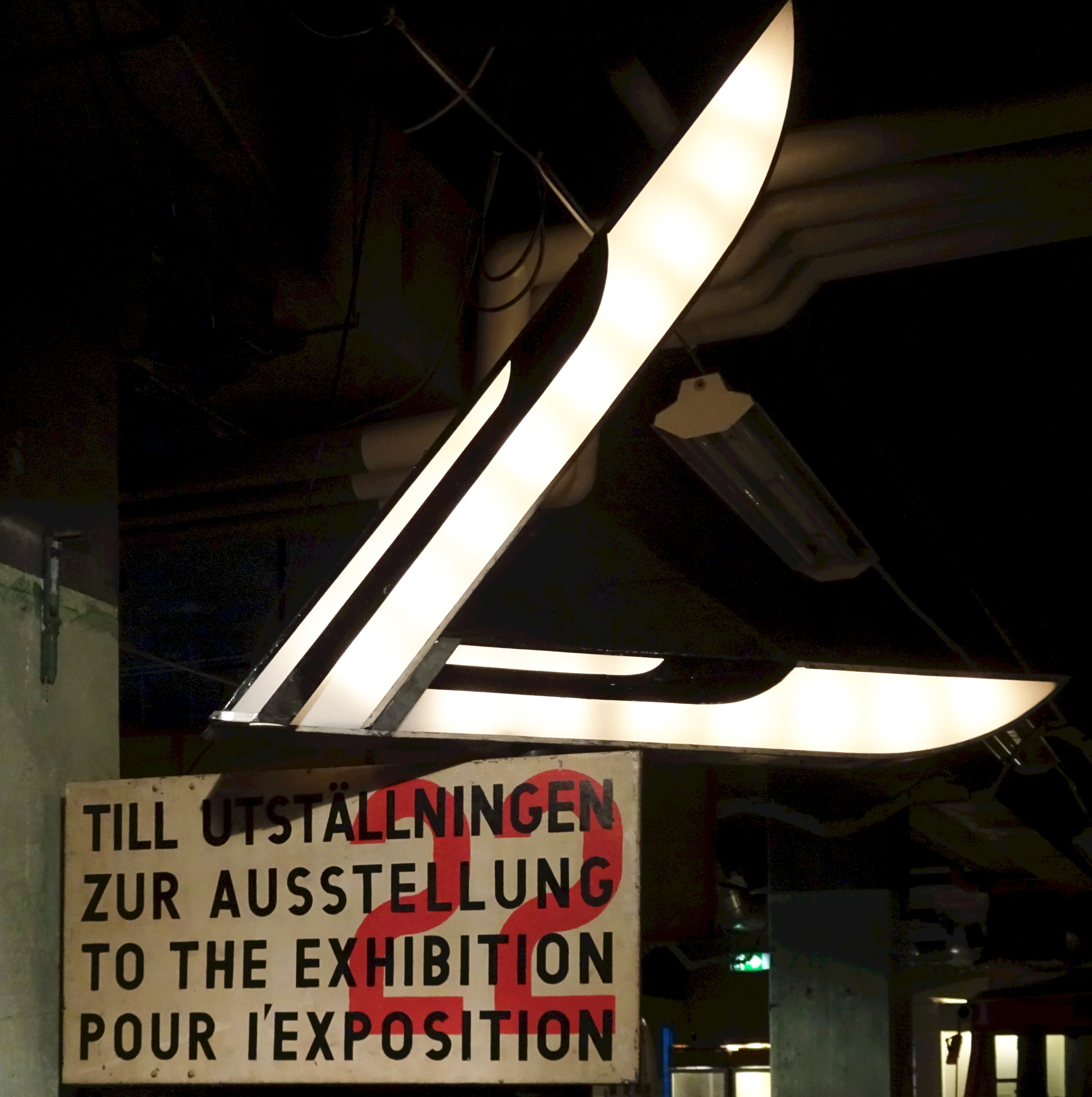
Sigurd Lewerentz skylt till Stockholmsutställningen.

År 1928 hade Svenska Slöjdföreningen föreslagit, att en större utställning skulle anordnas i Stockholm 1930. Man ville visa det som Europa och USA redan fått se, modernt konsthantverk, hemslöjd och design. Med statliga garantier och Slöjdföreningens direktör Gregor Paulsson som utställningskommissarie skulle det hela realiseras. Som utställningsarkitekt var Le Corbusier en kort tid aktuell, men då han av okänd anledning avböjde, engagerades Gunnar Asplund för uppgiften.

## Funktionalismen i Sverige på 1930-talet
Funktionalismens och modernismens stora genombrott i Sverige kom först med Stockholmsutställningen 1930. Då hade strömningarna redan pågått ett antal år i stora delar av Europa, med den schweiziske arkitekten Le Corbusier som förespråkare, Vladimir Tatlins radikala lösningar i Ryssland och i Tyskland genom Walter Gropius och Bauhausskolan. Den svenska varianten av funktionalismen i Gunnar Asplunds tappning var mjukare och försonligare än den kompromisslösa, vänsterradikala i andra delar av Europa. 
I Sverige ville man inte göra den nya arkitekturen till en ideologisk, politisk fråga. Svenskarna sökte en kompromiss och menade att den moderna arkitekturen, hur kompromisslös den än är, måste anpassa sig till den existerande stadsbebyggelsen och till människans behov. Ändå fanns även i Sverige en grupp arkitekter bestående bland andra av just Gunnar Asplund samt Sven Markelius, Wolter Gahn och Uno Åhrén, som i sin propagandaskrift "acceptera" gick längre och ville göra funktionalism även till en livsåskådning, se under avsnitt "Kritik och konsekvenser".

## Genomförandet av utställningen
| Sigurd Lewerentz' utställningslogo |  | Sigurd Lewerentz' utställningslogo |
| Sigurd Lewerentz' utställningslogo |  |                                    |

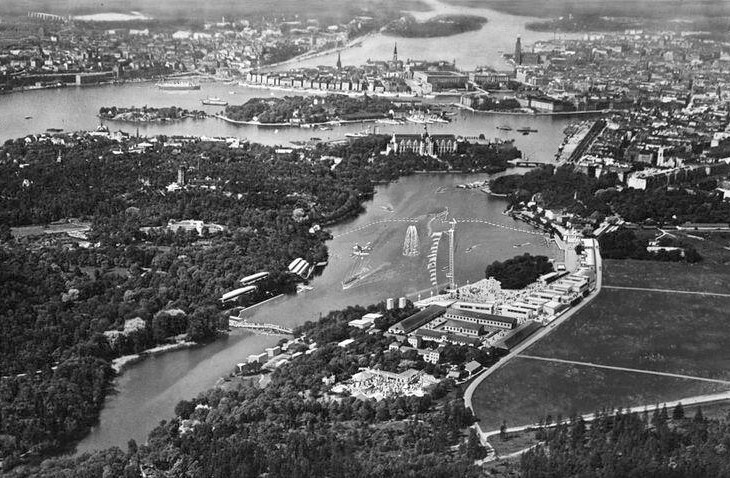
Utställningsområdet vid Djurgårdsbrunnsviken.

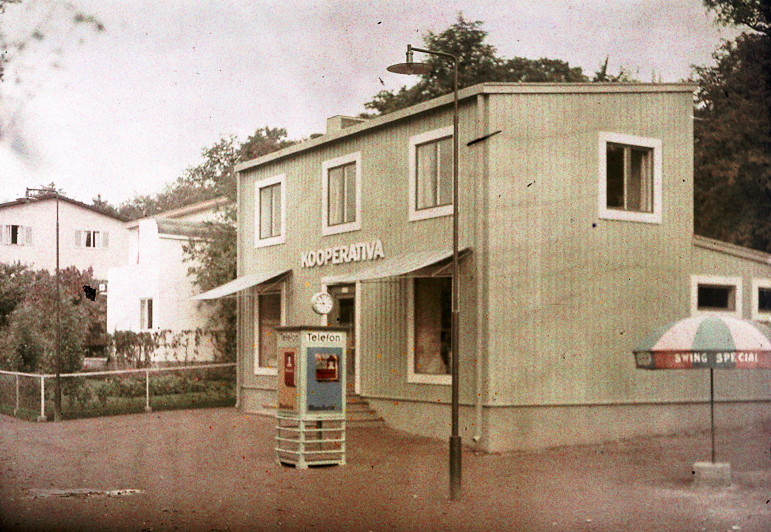
Konsumbutik, arkitekt Eskil Sundahl.

Utställningsområdet var huvudsakligen längs med Djurgårdsbrunnsvikens norra strand och sträckte sig från Diplomatstaden i väst till dagens Kinas ambassad och Dragongården i öst. Över viken anordnades en provisorisk gångbro i höjd med dagens Tekniska museet. Utställningens chefsarkitekt, Gunnar Asplund, fick i och med denna eleganta manifestation sitt stora internationella genombrott. Asplund ritade extremt enkla utställningshallar, fyllda med ljus, luft och rymd. Några av Asplunds byggnader var inspirerade av konstruktivismen (hallen för samfärdsmedel och reklammasten).
På kvällen nyttjades det elektriska ljuset som arkitektoniskt uttrycksmedel både på land och i vattnet. Väggmålningar av Otto G. Carlsund visade nonfigurativ (abstrakt) målning och stålrörsmöbler efter Marcel Breuers förebild presenterades för första gången i Sverige. Orrefors kom med nya produkter, såväl praktpjäser som vardagsvaror. Silversmeden Wiven Nilsson deltog med arkitektoniskt strama former och en ung Bruno Mathsson från Värnamo blev så inspirerad av utställningen, att han genast började arbeta med formpressat böjträ.
Det propagerades för att man genom att utnyttja resurserna väl skulle kunna tillgodose det stora bostadsbehovet som fanns i Sverige under denna period. Ideala bostadstyper som var billiga och rationella att tillverka visades. Tanken var att man skulle lägga resurserna på att skapa hygieniska och ljusa bostäder med utrymmen för alla. 
Bostadsavdelningen var utformad av bland andra arkitekterna Sven Markelius, Paul Hedqvist, Kurt von Schmalensee, Nils Ahrbom, Helge Zimdal, Uno Åhrén och Sigurd Lewerentz. Den innehöll hyreslägenheter, villor och radhus, allt var möblerat efter det nya idealet. KFAI:s chef, Eskil Sundahl, ansvarade för en skolutställning. Kooperativa förbundet visade även en Konsumbutik som var placerad mitt i villaområdet. En del besökande tyckte att det hela var väl "naket". Birger Jonsons villa såg ut som "en sockerlåda" och Östersunds-Posten menade att Uno Åhréns radhus med sina platta tak liknade "en rad höns- och kaninhus".
Utställningens mest synliga arkitektoniska inslag var annars den stora reklammasten som krönts av en "<"-formad vinge (se Stockholmsutställningens reklammast). Utställningslogotypen och den slående affischlogon med ett snedställt "1930" på röd botten var arkitekten Sigurd Lewerentz design. Han hade även inrett och färgsatt ett antal uppmärksammade bussar till Stockholmsutställningen och General Motors Nordiska AB visade och tillverkade dem.
Inne på området kunde man titta på funktionalismens nya stilideal med industriellt framställda, massproducerade varor. En nyhet för Sverige var Hot Dog-kiosken, med den varma korven som man kunde äta direkt ur handen, medan man gick. Man kunde även äta pinnglass för första gången. Utställningens största restaurang hade det passande namnet Paradiset.

## Bilder, villor och radhus

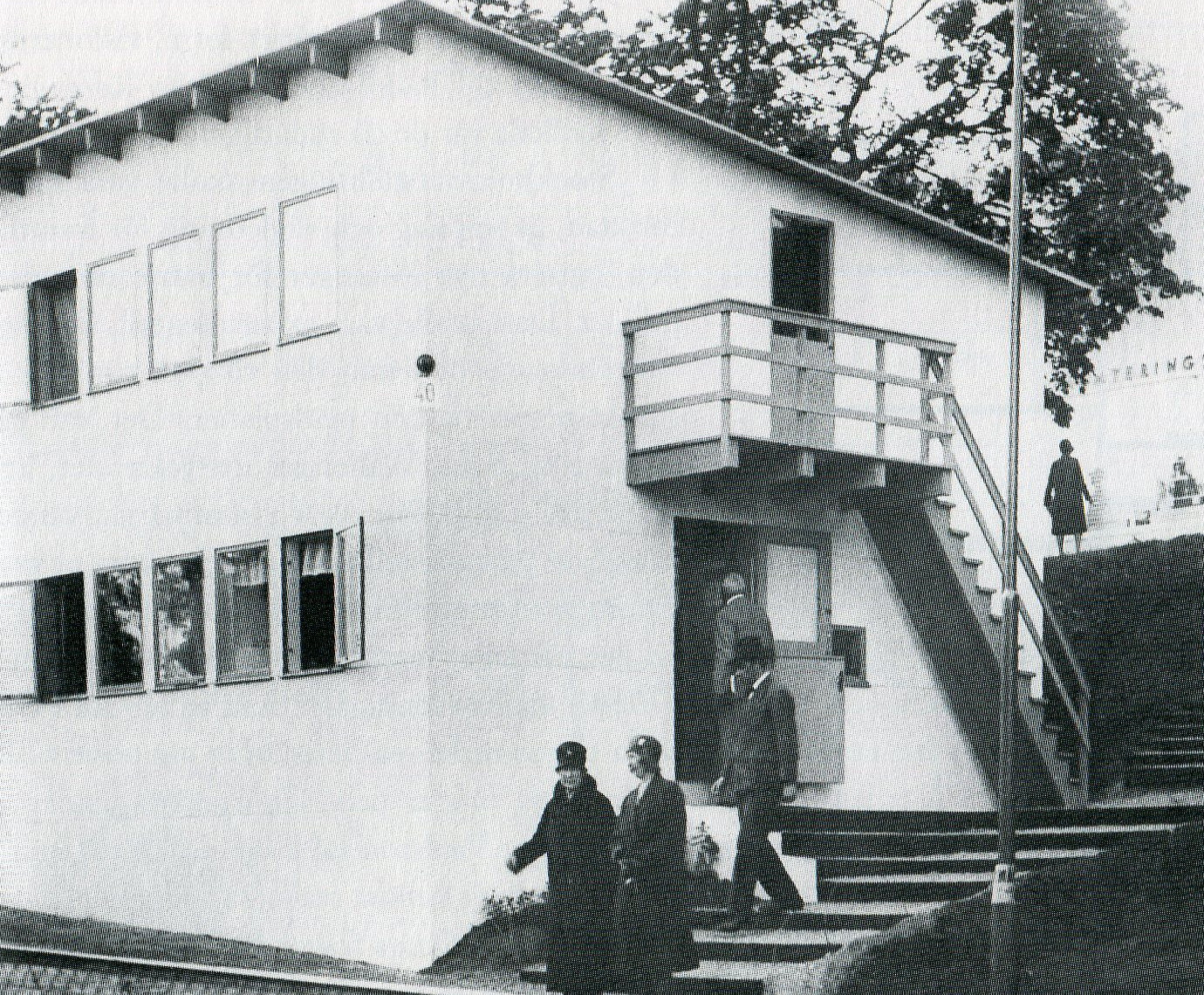
Villa 40, arkitekt Carl Hörvik
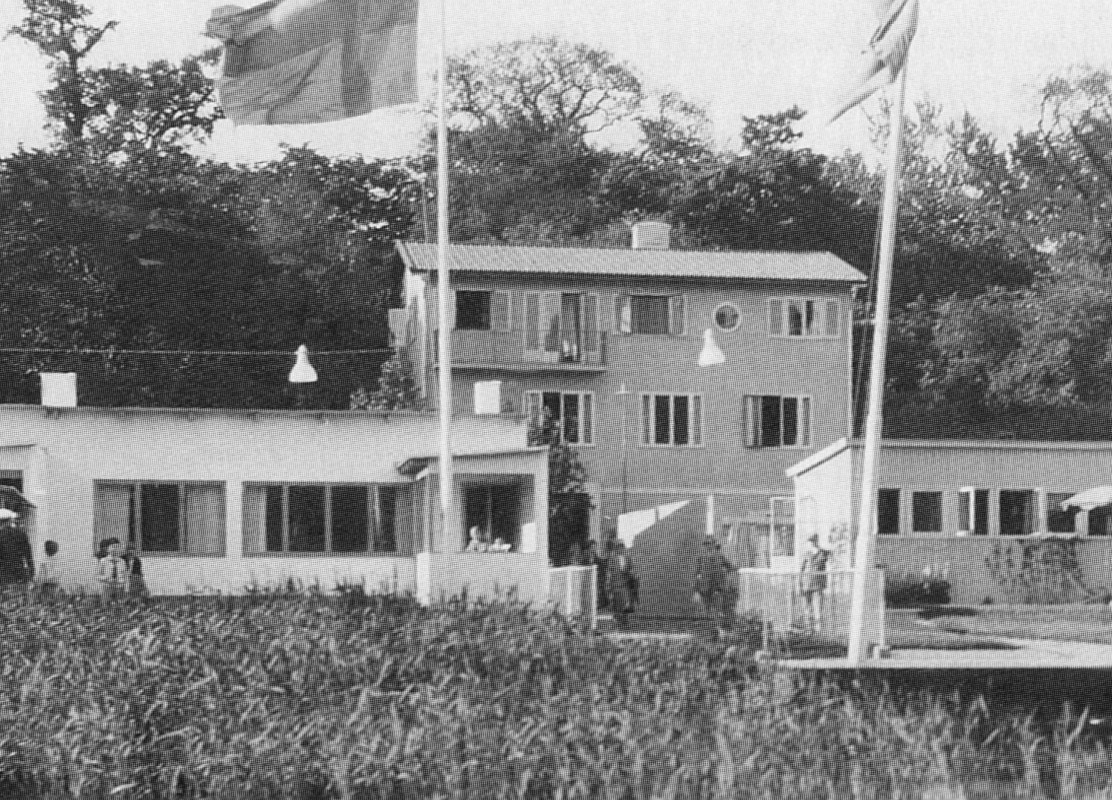
Villa 42 (mitten), arkitekt Carl Bergsten
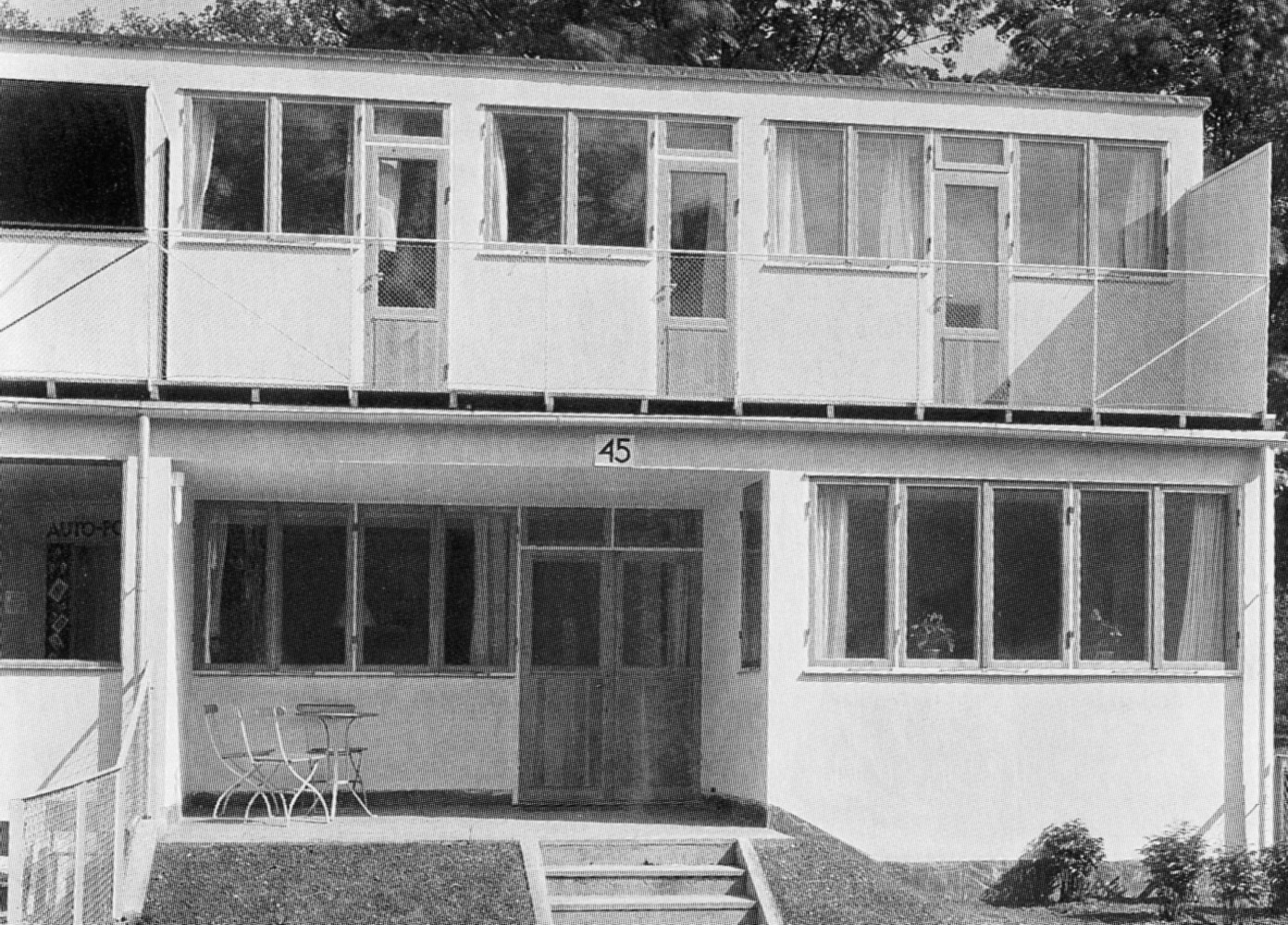
Radhus 45, arkitekt Uno Åhrén, "en rad höns- och kaninhus"
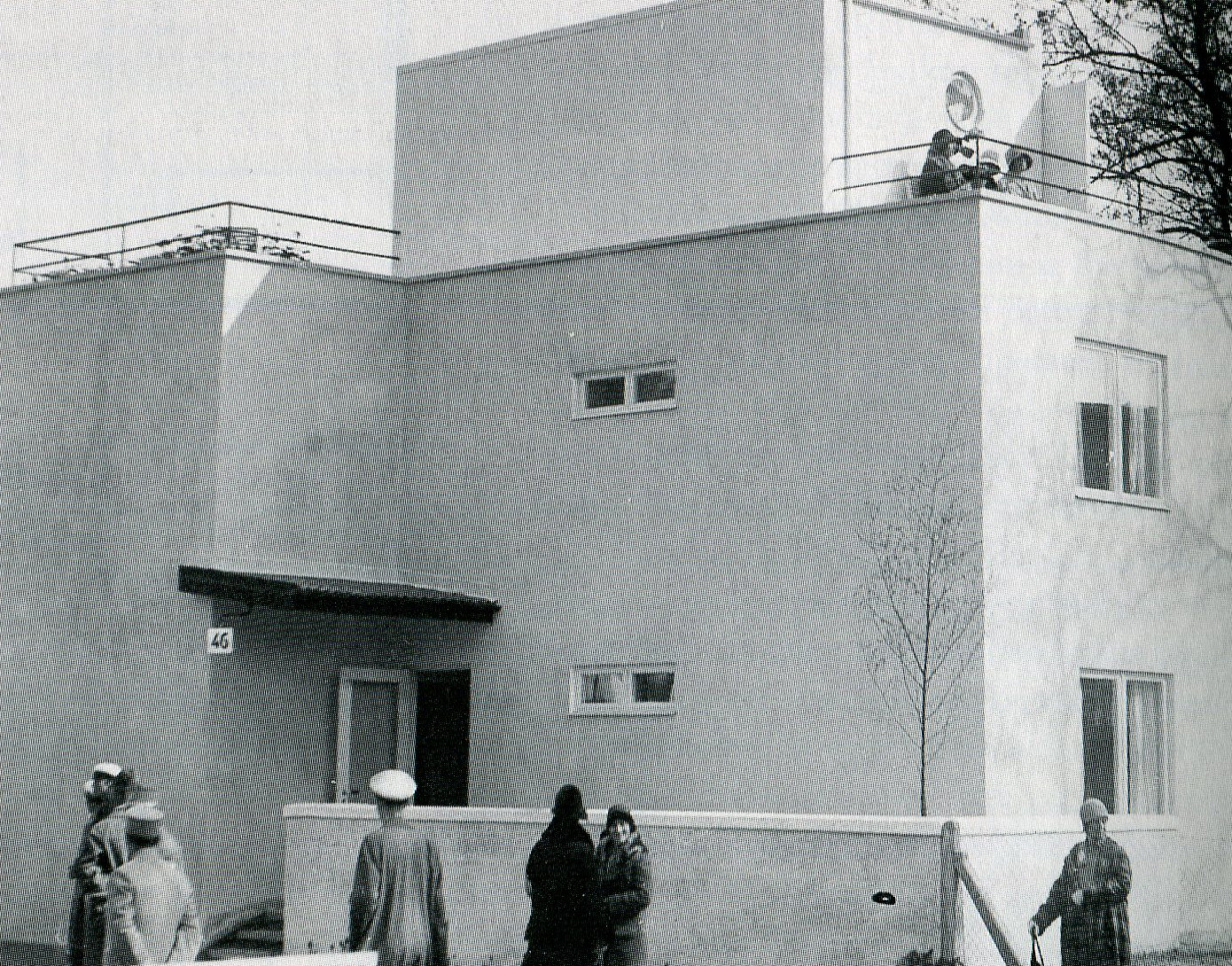
Villa 46, arkitekt Kurt von Schmalensee
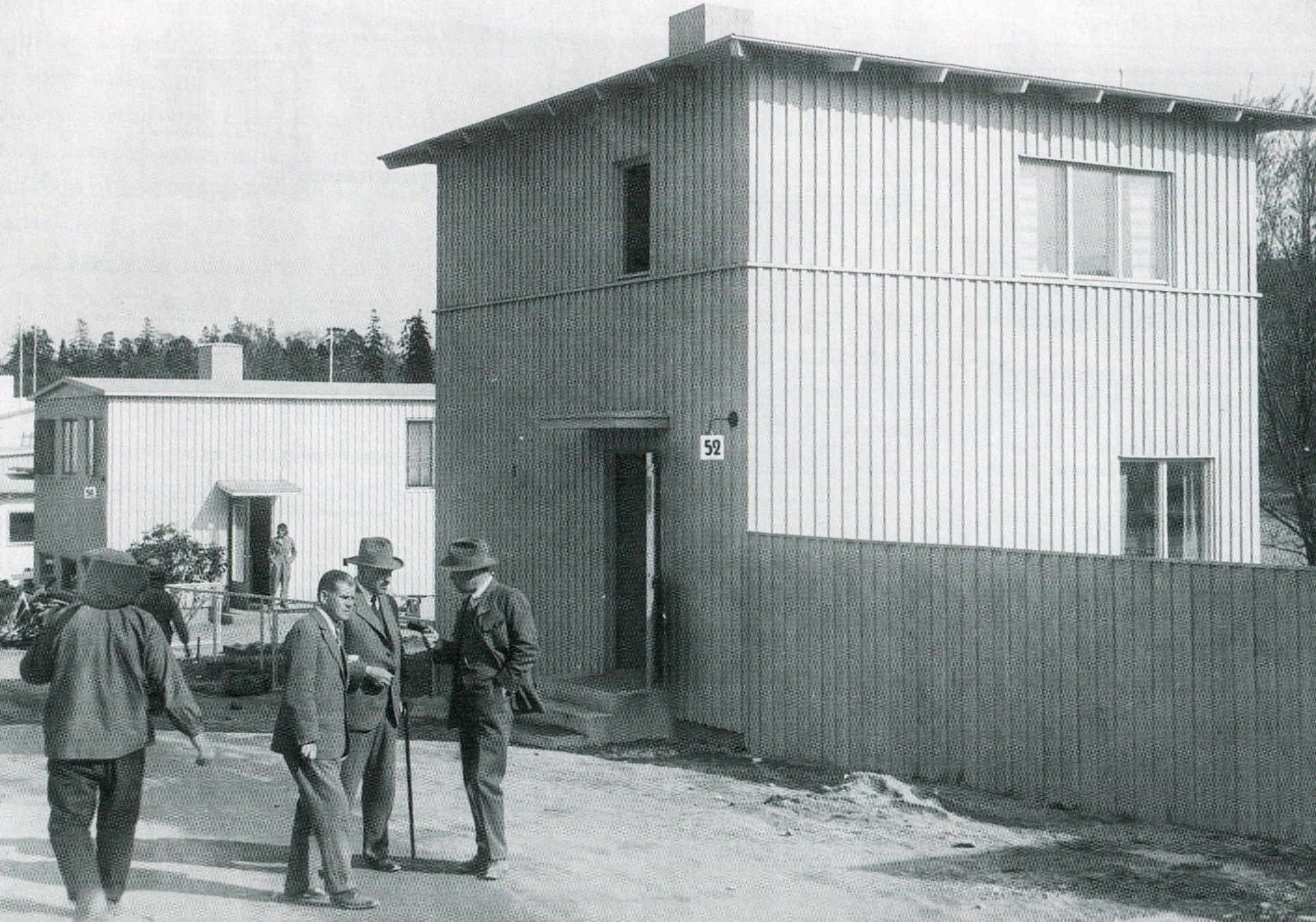
Villa 52, arkitekt Birger Jonson, "en sockerlåda"

## Belysning

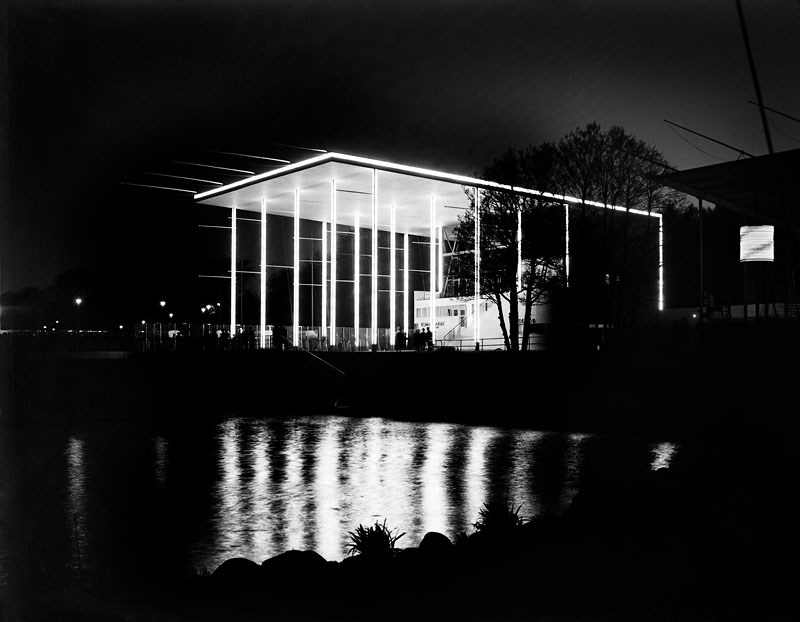
Modern belysning i Stockholmsutställningens huvudentré 1930.

Stockholmsutställningen 1930 blev ett tillfälle för den svenska belysningsbranschen att visa upp nya tekniker och belysningsstrategier. Ivar Folcker fick i uppdrag att tillsammans med Gunnar Asplund sätta upp de gällande riktlinjerna för belysningen på Stockholmsutställningen. Utöver reklamskyltar och flera tusen glödlampor blev Stockholmsutställningens entré med sina arton vitt lysande pelare en viktig symbol för hela belysningsarrangemanget, och en publikdragande faktor. Enligt Ivar Folcker berodde framgången på de lyckade belysningsstrategierna som exponerade entrébyggnadens kontur och bärande konstruktion. Ivar Folckers arbete med Stockholmsutställningen blev berömt, inte minst då han varit en av pionjärerna inom den nyuppkomna inriktningen ljusarkitektur.

## Utställningsområdet

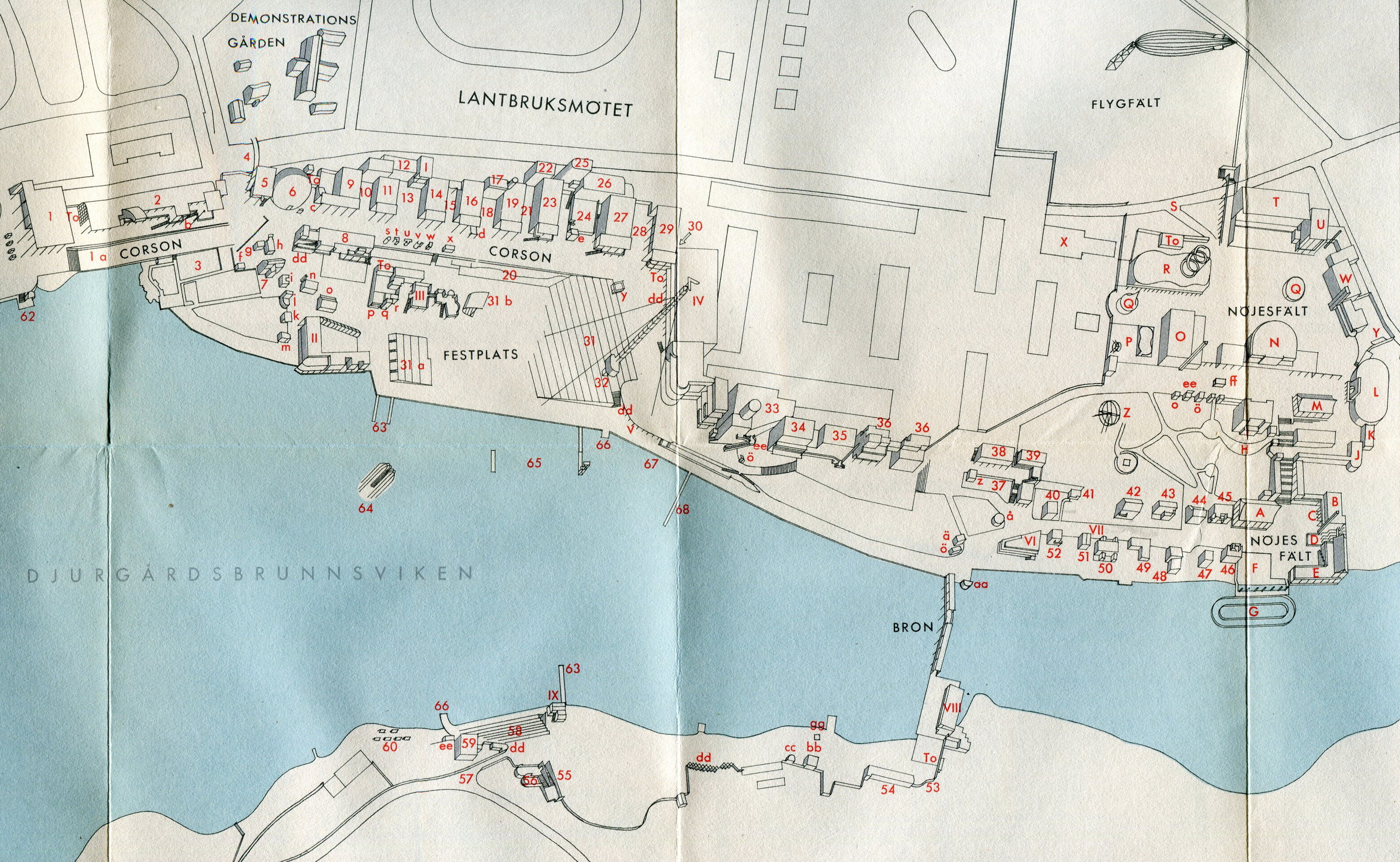
Utställningsområdet.

Utställningen var uppdelad i flera tyngdpunkter och intresseområden. Huvudentrén låg längst i väster vid dagens Diplomatstaden. Här började ”Corson” med en presentation av Föreningen för Svensk Hemslöjd, ett planetarium och ett 30-tal utställningshallar, bland dem ”Oädla metaller”,  ”Ädla metaller”, ”Belysningsanordningar”,  ”Tapeter och linoleum”,  ”Dyrbarare rumsinredningar”,  ”Seriemöbler” och ”Kyrkliga textilier”. Söder om Corson utbredde sig en festplats med paviljonger där olika företag visade sina produkter. 
Intill festplatsens östra sida reste sig den höga reklammasten och bakom den låg huvudrestaurangen "Paradiset".  Ungefär mitt i utställningsområdet fanns stora hallar kallade ”Svea rike”, ”Hyreslägenheter” och ”Kontor”. Utställningsområdet avslutades mot öst med ett antal villor och radhus samt ett stort nöjesfält med teater, bergbana, biograf, pariserhjul, radiobilar, barnens tivoli, restauranger och mycket annat. 
På Gärdet, norr om utställningsområdet fanns ett flygfält med landningsplats för luftskepp. På södra sidan om Djurgårdsbrunnsviken låg ett akvarium och ”Gravvårdsutställningen”. Som en del av ”Gravvårdsutställningen” visades John Lundqvists Uppståndelsemonument, som senare skulle ta en central plats i Monumenthallen på Skogskyrkogården.

## Cronquists färgfotografier från utställningen
Samtliga fotografier tagna av Stockholmsfotografen Gustaf W. Cronquist, fler bilder finns på "Commons: Cronquists färgfotografier från Stockholmsutställningen 1930".

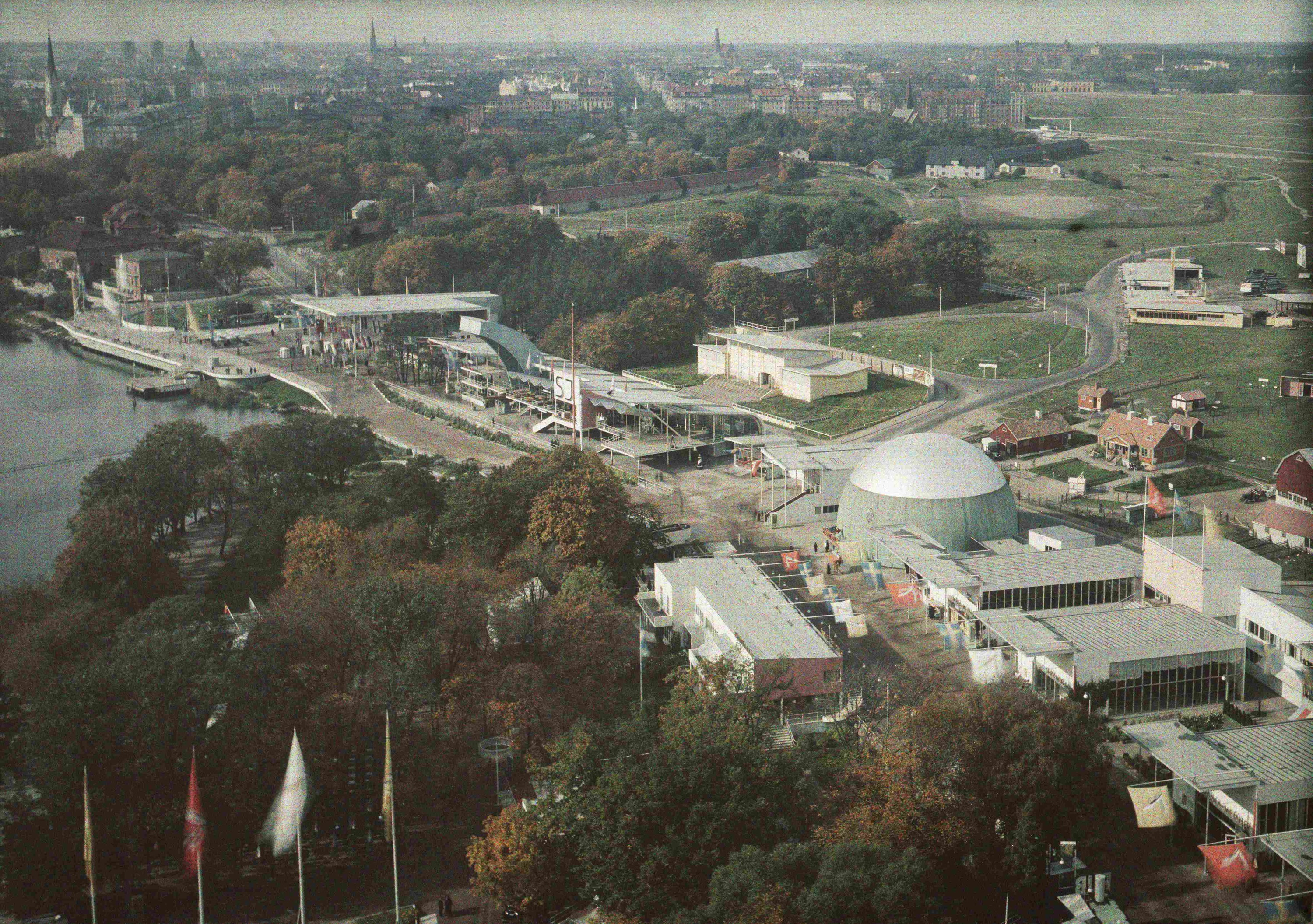
Vy mot väst över utställningsområdet
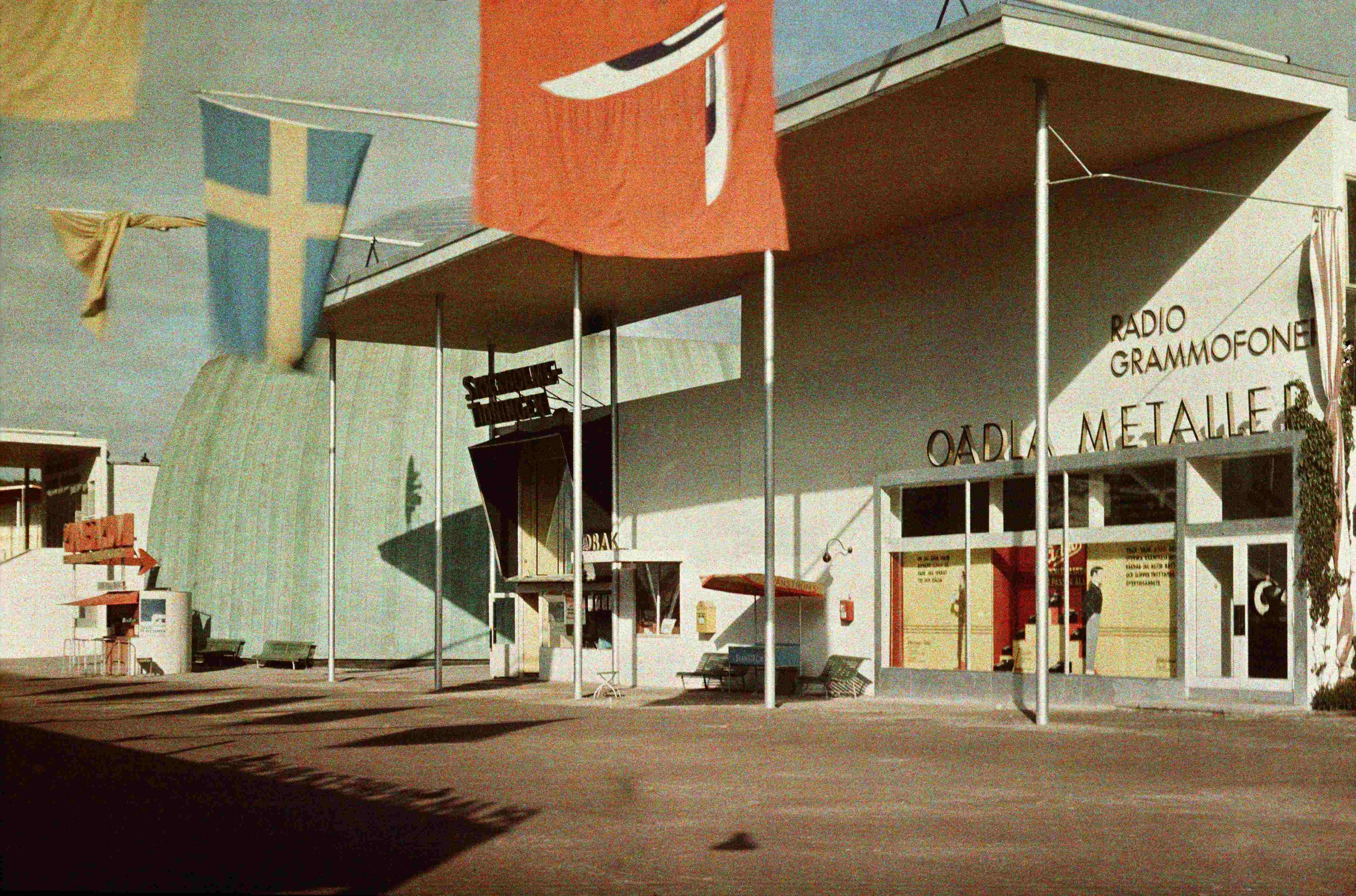
Hall 9, "Oädla metaller", arkitekt: Gunnar Asplund
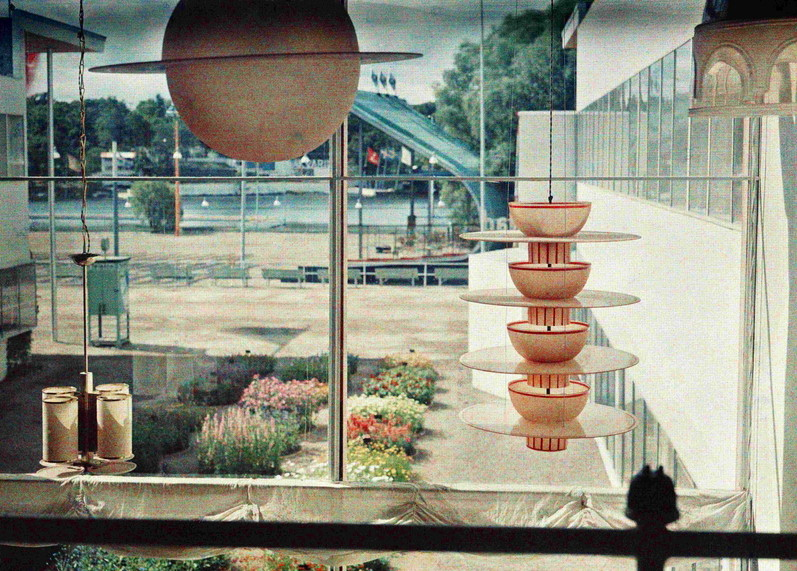
Hall 17, "Belysningsanordningar", arkitekter: Gunnar Asplund, Nils Einar Eriksson
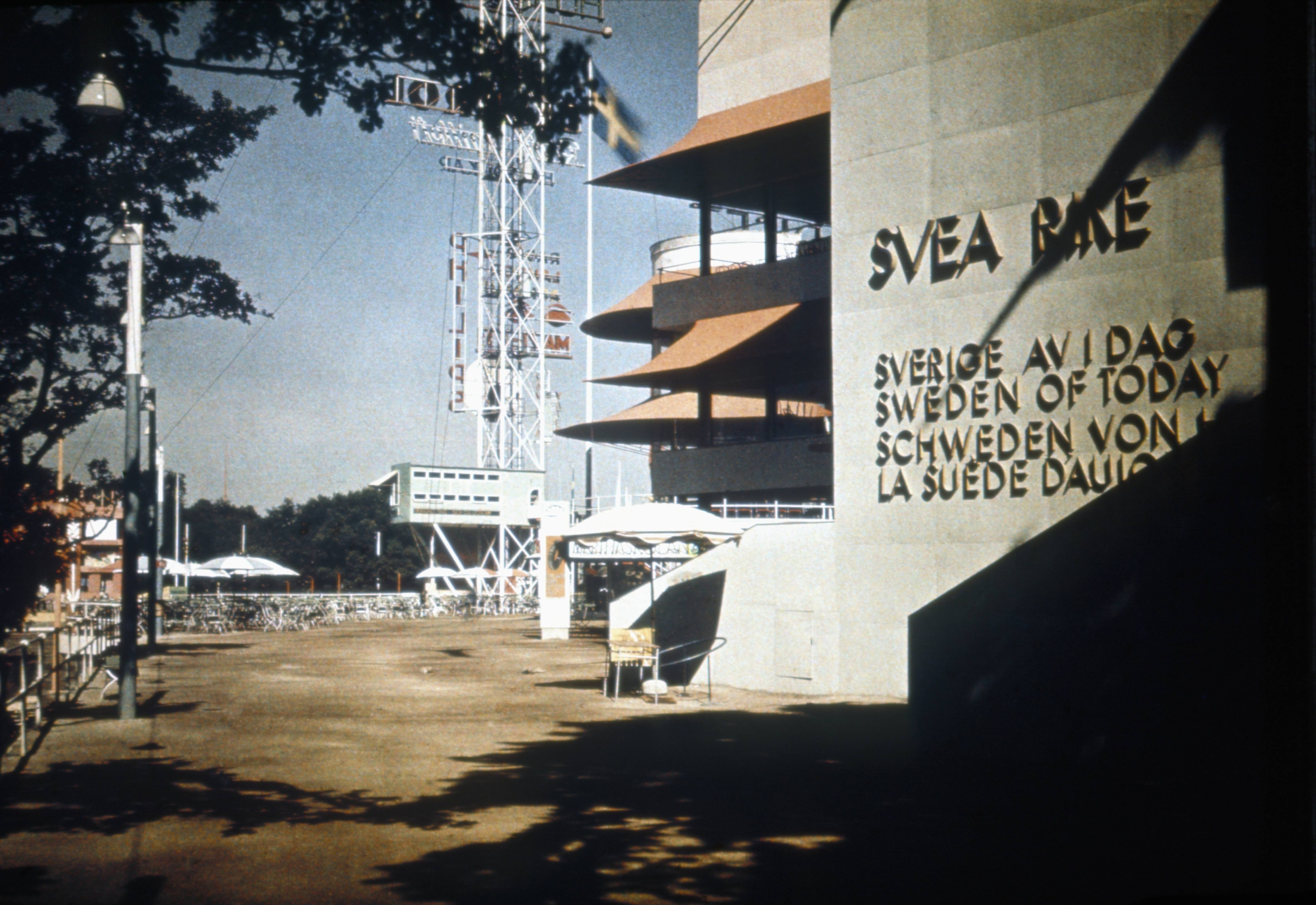
Hall 33, "Svea rike", arkitekt: Gunnar Asplund
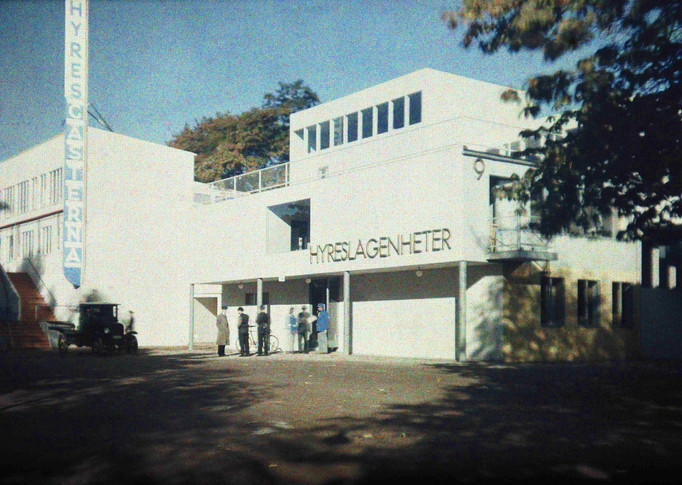
Hall 35, "Hyreslägenheter", arkitekter: Gunnar Sundbärg och Uno Åhrén
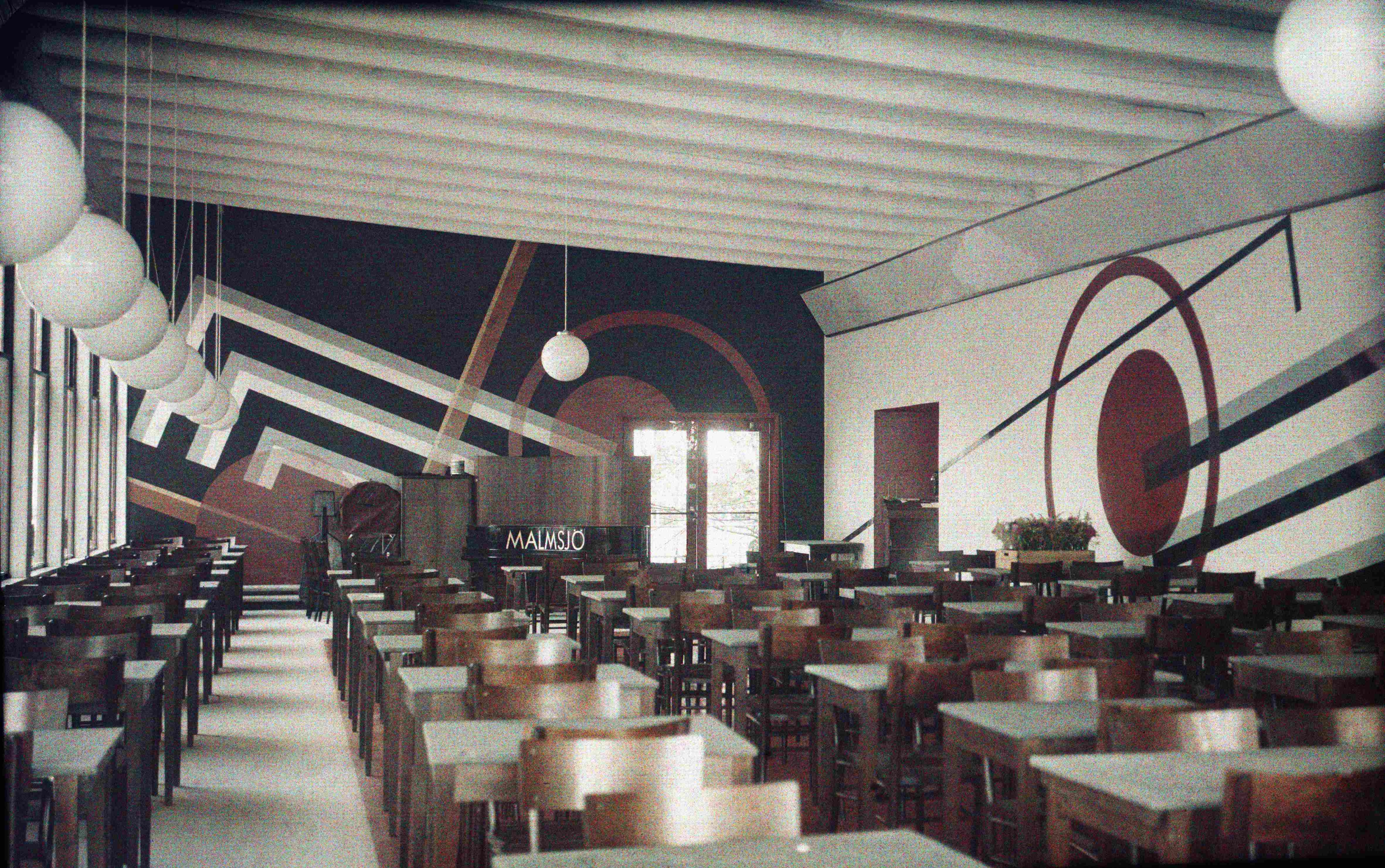
Restaurang "Lilla Paris", arkitekt: Gunnar Asplund
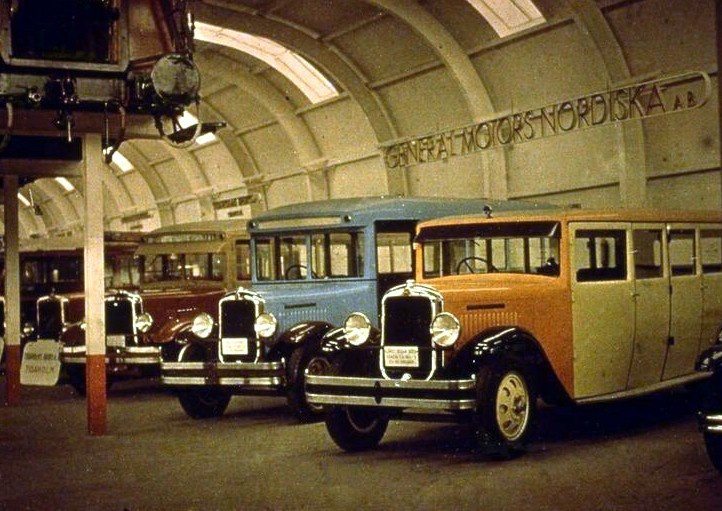
Sigurd Lewerentz bussar för General Motors
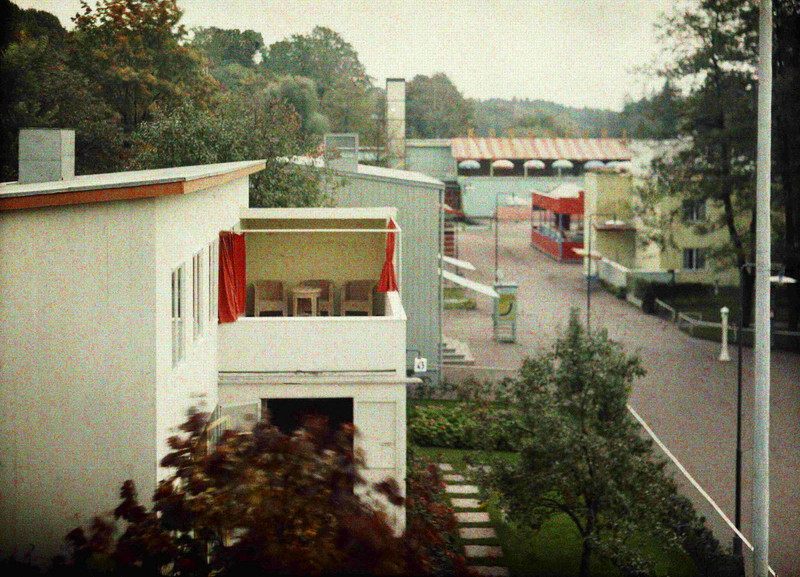
Villa 43, arkitekt Ture Ryberg
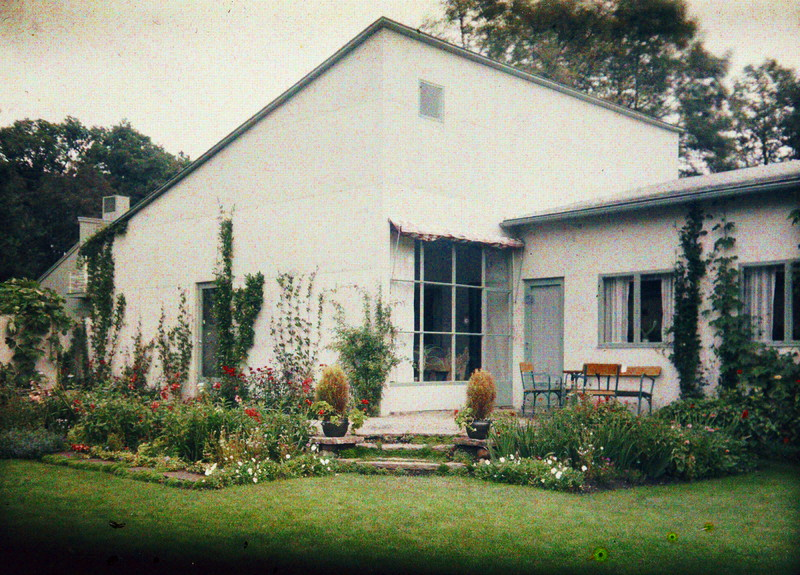
Villa 48, arkitekt Hakon Ahlberg
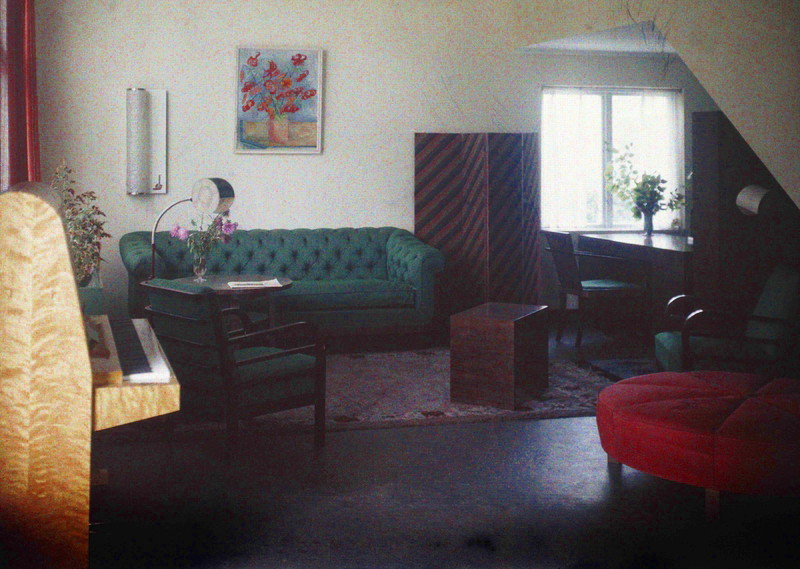
Villa 46, interiör, arkitekt Kurt von Schmalensee

## Kritik och konsekvenser
Det var inte bara delar av den "okunniga" publiken som var kritiska och tyckte att det hela var alltför sparsmakat och avskalat, även designeliten var oenig. Främste kritikern var möbelformgivaren Carl Malmsten som protesterade mot detta "fattiga program". I en skrivelse till utställningens verkställande utskott beskrev han funktionalismen som en slätstruken, importerad, antitraditionell stil, mekaniskt torr och grundad på falsk saklighet. Denna konflikt fick namnet Slöjdstriden.
Stockholmsutställningens byggnader revs, men idéerna levde vidare och skulle påverka svensk stadsplanering och bostadsbyggande i många år framåt. Ett år efter utställningen utgavs den funktionalistiska propagandaskriften "acceptera", den hade skrivits av Gregor Paulsson tillsammans med Gunnar Asplund, Wolter Gahn, Sven Markelius, Uno Åhrén och Eskil Sundahl och den gick ut på att den nya tidens formspråk, det vill säga funktionalismen, måste accepteras.
Därtill skedde även politiska förändringar. 1931 kom Socialdemokraterna till makten i Stockholm och ett år senare i hela landet. Redan 1931 kunde en av utställningsarkitekterna, Uno Åhrén, förverkliga sina bostadssociala idéer i radhusområdet i Norra Ängby i Bromma. Två år senare tillkom detaljplanen för det angränsande villaområdet Södra Ängby i funktionalistisk stil, numera skyddat som riksintresse. Och i bland annat Stockholmsförorterna Traneberg (1937) och Hammarbyhöjden (1938) byggdes bostadshus för barnrika familjer, så kallade barnrikehus. Alla hus hade centralvärme, alla bostäder ett eget badrum med WC och rinnande kallt och varmt vatten, ett komplett utrustat kök samt balkong. Stora fönster släppte in ljus och luft, i trappuppgången fanns ett sopnedkast och på gården en lekplats i det gröna. Speciellt Hammarbyhöjden och Södra Ängby kallades "Den vita staden", på grund av deras ljusa färgsättning.
Inte allt försvann efter Stockholmsutställningen 1930. Tre visningshus från utställningen Egna hem och radhus flyttades till Båtsmansklevet och Båtsmanskroken i Mälarhöjden. Den enda kvarvarande byggnaden från Stockholmsutställningen var sommarrestaurangen Lindgården som uppfördes 1929 vid Djurgårdsvägen. Huset revs 2011-2012 för att ge plats åt Swedish Music Hall of Fame med Abbamuseet. Kvar på det gamla utställningsområdet står "Röda stugan", en byggnad från 1800-talet som var utställningens platskontor. Röda stugan är idag en del av restaurangen Villa Källhagen.

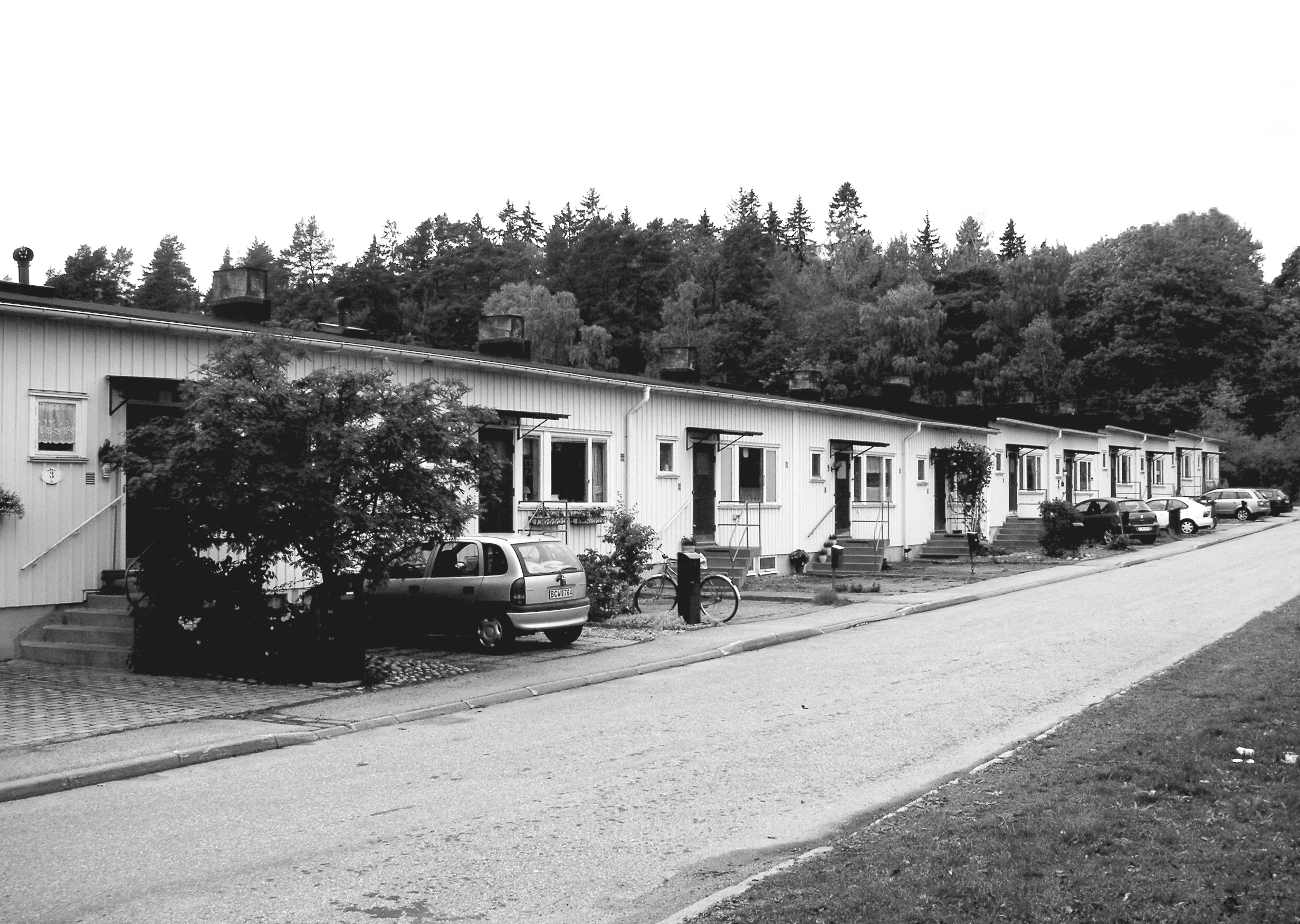
Uno Åhréns radhus, Norra Ängby
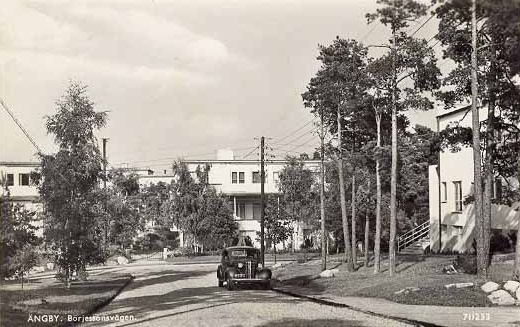
Villaområde i Södra Ängby, Börjesonsvägen, 1940-tal
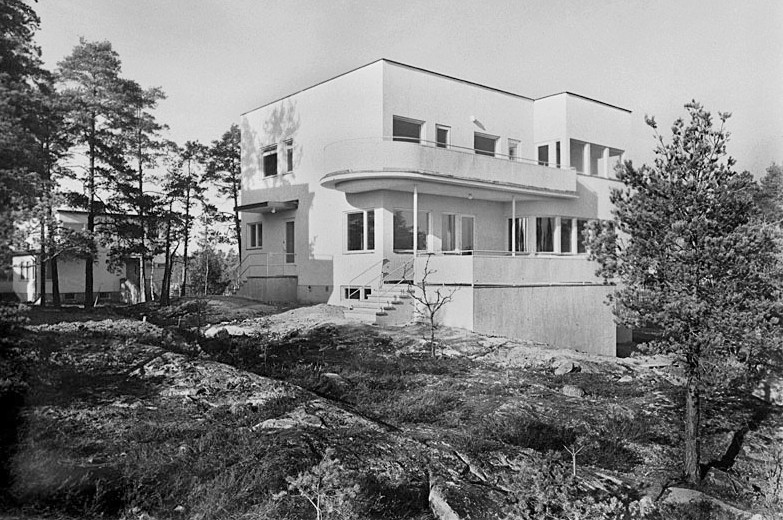
Villa i Södra Ängby, troligen ritad av Edvin Engström, 1938
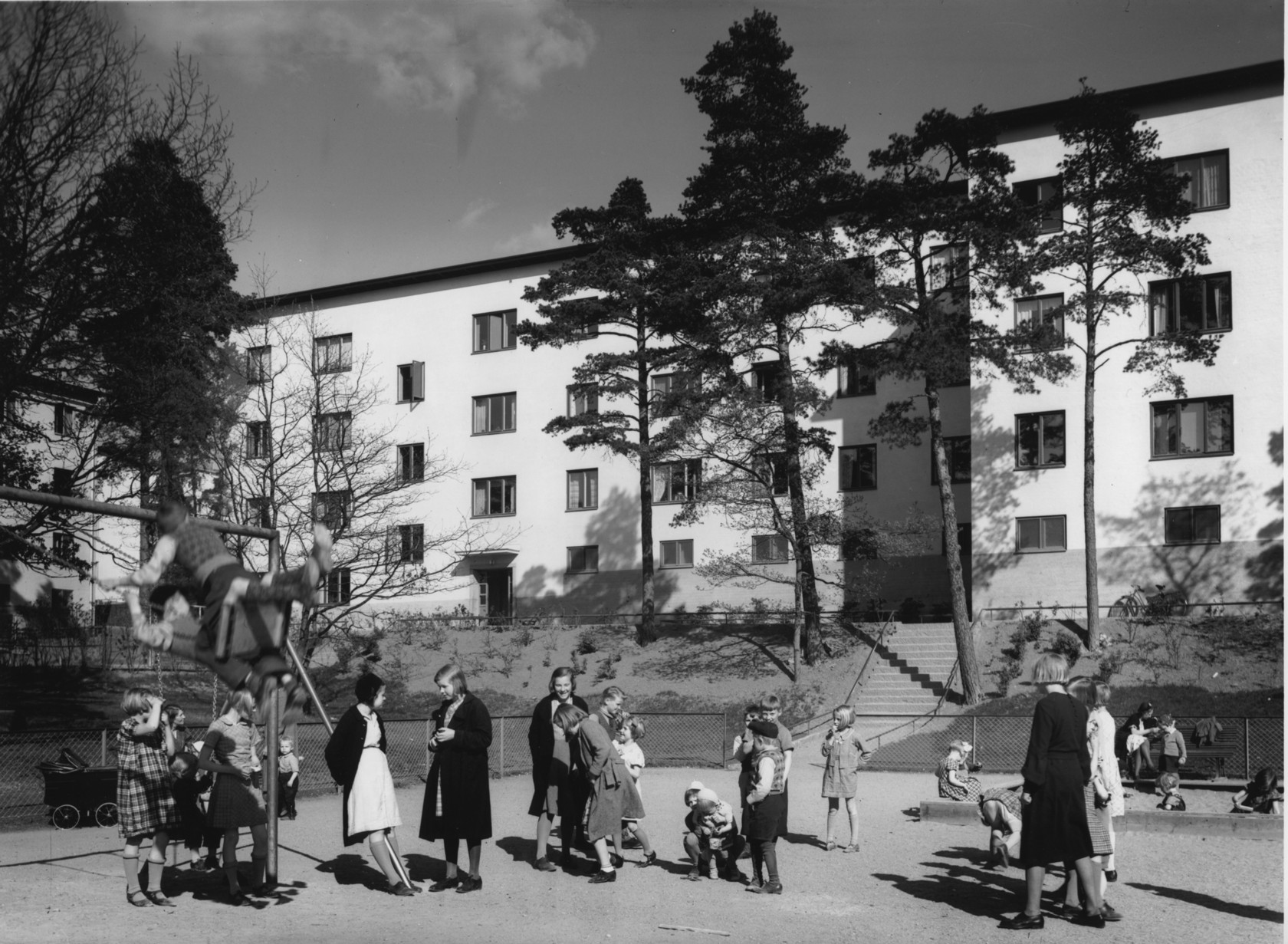
Hyreshus i Traneberg, Högklintsvägen, 1930-tal
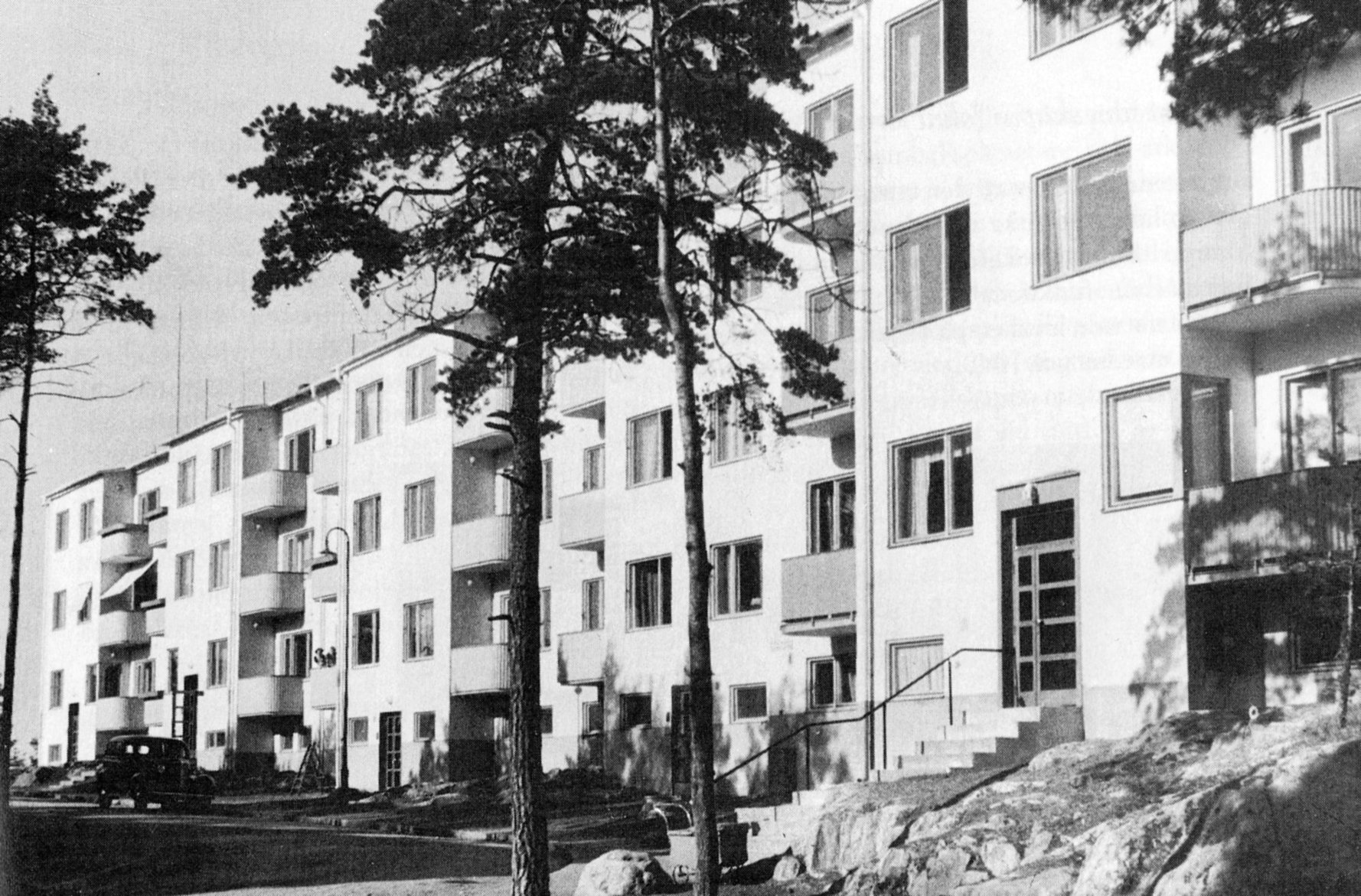
Hyreshus i Hammarbyhöjden, Björnståhlsgatan, 1930-tal